# Annus
Annus je mezinárodní název (původem z latiny) roku jakožto přesně definované jednotky času (ve smyslu doby trvání). Používá se v přírodních vědách, zabývajících se dlouhými časovými obdobími (astrofyzika, kosmologie, geologie). Často se používá i v tvaroslovně nesprávné podobě annum (což je tvar akuzativu singuláru).
Běžně (i mimo přírodní vědy, např. v ekonomii a finančnictví) se používá (tvaroslovně korektní) obrat per annum (zkratka p.a.), který znamená ročně. Od tohoto slova je také odvozeno slovo anuita. V těchto významech však znamená kalendářní rok (dle aktuálního užití buď běžný, tj. 365 dní nebo přestupný, tj. 366 dní).

## Hodnota
Rok byl zaveden jako charakteristika proměnlivého a atronomicky různě pojímaného trvání oběhu Země kolem Slunce. Důsledkem toho se i pro annus jako exaktní, přesné stanovenou jednotku používají ve vědecké praxi odlišné definice pomocí přesného násobku sekundy (vzhledem k použití pro velmi velké doby charakterizovaných jevů, jejichž nepřesnost určení je řádově vyšší než rozdíl daný odlišnou definicí, nejsou zpravidla tyto rozdíly podstatné):
- 1 a = 31 556 926 s, definice doporučovaná mezinárodní normou ISO 80000-3:2006 i její českou mutací ČSN ISO 80000-3:2007[2]; nebo
- 1 a = 31 556 925,445 s (trvání tropického roku v r. 2000), definice společně doporučovaná Mezinárodní unií pro čistou a užitou chemii (IUPAC) a Mezinárodní unií geologických věd pro užívání v chemii a geologii[3]; nebo
- 1 a = 1 aj = 365,25 dne = 31 557 600 s (tzv. (střední) juliánský rok)[4], jehož použití v astronomii doporučuje IAU; nebo
- 1 a = 31 600 000 s, zaokrouhlená hodnota tradičně používaná zpravidla v geologii, též v jaderné fyzice pro pomalu se rozpadající atomy.[5][6]

## Dekadické násobky
Ačkoli se nejedná o jednotku soustavy SI, používá se běžně s předponami SI, značícími její dekadické násobky:
- kiloannus (či kiloannum), značka ka, je jednotka času značící tisíc (103) let. Odpovídá to použití výrazu tisíciletí.
- megaannus (či megaannum), značka  Ma, je jednotka času značící 1 000 000 let. Předpona mega znamená číslo 106, tj. označuje milion základních jednotek. Tato jednotka je často používána ve vědeckých oborech, jako je geologie, paleontologie nebo nebeská mechanika. Např. dravý dinosaurus rodu Tyrannosaurus žil přibližně před 67–65 Ma (67–65 miliony let).
- gigaannus (někdy gigaannum), značka Ga, je jednotka času značící miliardu (109) let. Jednotka se používá hlavně v kosmologii a geologii. Např. Země vznikla asi před 4,57 Ga.

Vyšší násobky se používají jen zřídka, zpravidla se místo nich používá zápis s mocninou deseti. 
- teraannus (či teraannum), značka Ta, je jednotka času značící bilion (1012) let. Je to extrémně dlouhá doba, která je např. 70× delší než stáří vesmíru.
- petaannus (či petaannum), značka Pa, je jednotka času značící biliardu (1015) let. Např. poločas rozpadu tantalu je kolem 1 Pa.
- exaannus (či exaannum), značka Ea, je jednotka času značící trilion (1018) let. Např. poločas rozpadu wolframu je 1,8 Ea.